# Vườn quốc gia sông ngầm Puerto Princesa
Vườn quốc gia sông ngầm Puerto Princesa là một vườn quốc gia nằm cách thành phố Puerto Princesa 50 km về phía bắc, Palawan, Philippines. Vườn quốc gia này nằm trong dãy núi Saint Paul ở bờ bắc của đảo Palawan, giáp vịnh St Paul về phía bắc và sông Babuyan về phía đông. Chính quyền thành phố Puerto Princesa đã quản lý vườn quốc gia này từ năm 1992. Vườn quốc gia được liệt kê vào danh sách Di sản thế giới từ năm 1999, là một trong số Bảy Kì quan Thiên nhiên Mới của Thế giới năm 2012 và cũng là một vùng đất ngập nước có tầm quan trọng quốc tế theo Công ước Ramsar từ năm 2012.

## Địa lý
Vườn quốc gia là nơi có cảnh quan Karst đá vôi tuyệt đẹp. Hang động đá vôi St Pauls dưới lòng đất dài hơn 24 km (15 mi) và có một phần ngầm của sông Cabayugan dài 8,2 km (5,1 mi). Con sông chảy trong hang động trước khi đổ ra biển Tây Philippines. Có thể di chuyển bằng thuyền từ biển vào trong hang động khoảng 4,3 km (2,7 mi). Hang động bao gồm các khối thạch nhũ và măng đá lớn là một trong số những hang động lớn nhất thế giới. Phần sau của con sông cách biển 6 km, chịu ảnh hưởng bởi thủy triều. Cho đến khi phát hiện ra sông ngầm tại Bán đảo Yucatán của Mexico vào năm 2007, Puerto Princesa là sông ngầm dài nhất thế giới.
Vườn quốc gia còn bảo vệ tính đa dạng sinh học của các hệ sinh thái khác nhau từ núi cho đến biển và là một trong những khu rừng quan trọng nhất tại châu Á. Nó được UNESCO công nhận là Di sản thế giới vào ngày 4 tháng 12 năm 1999.

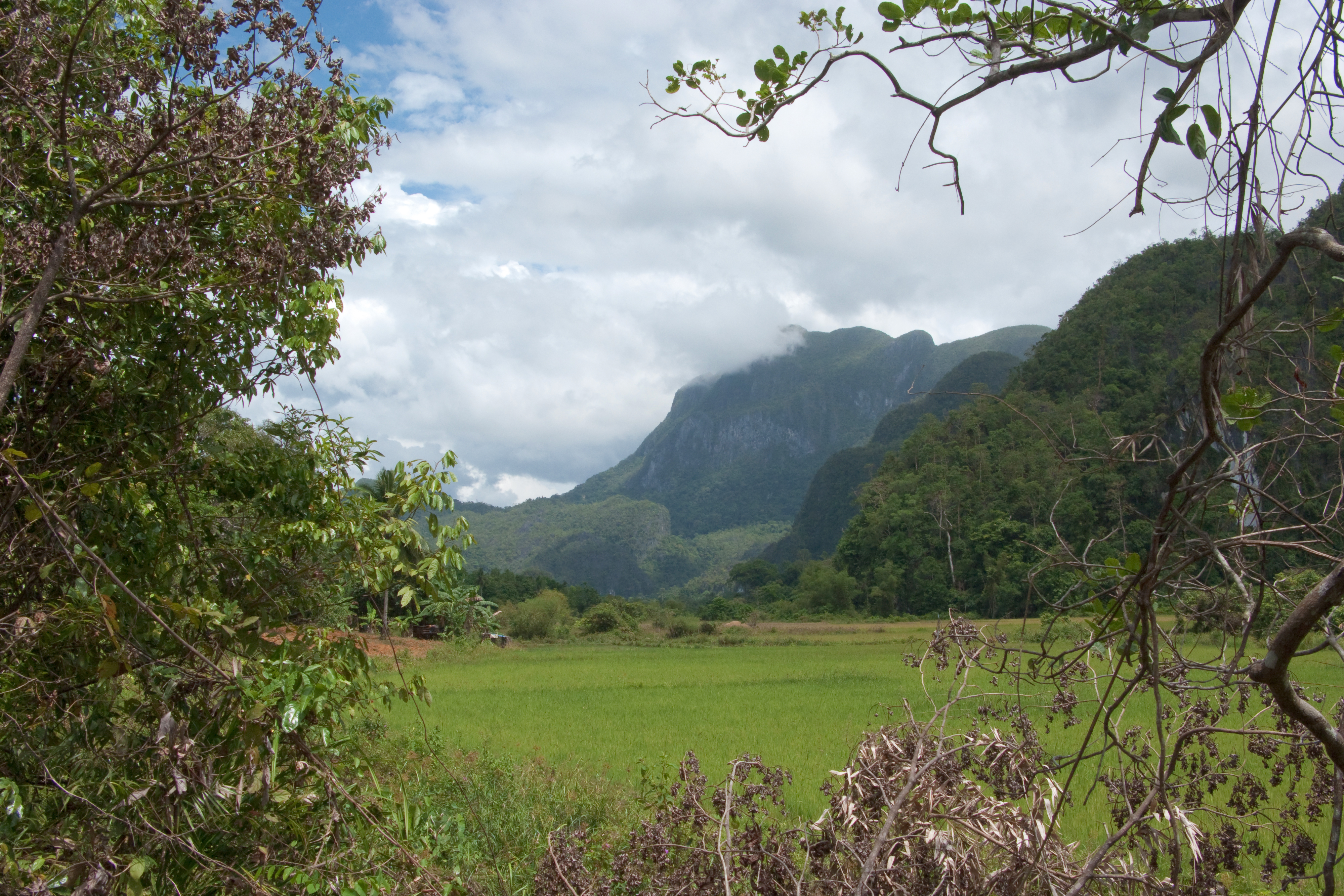
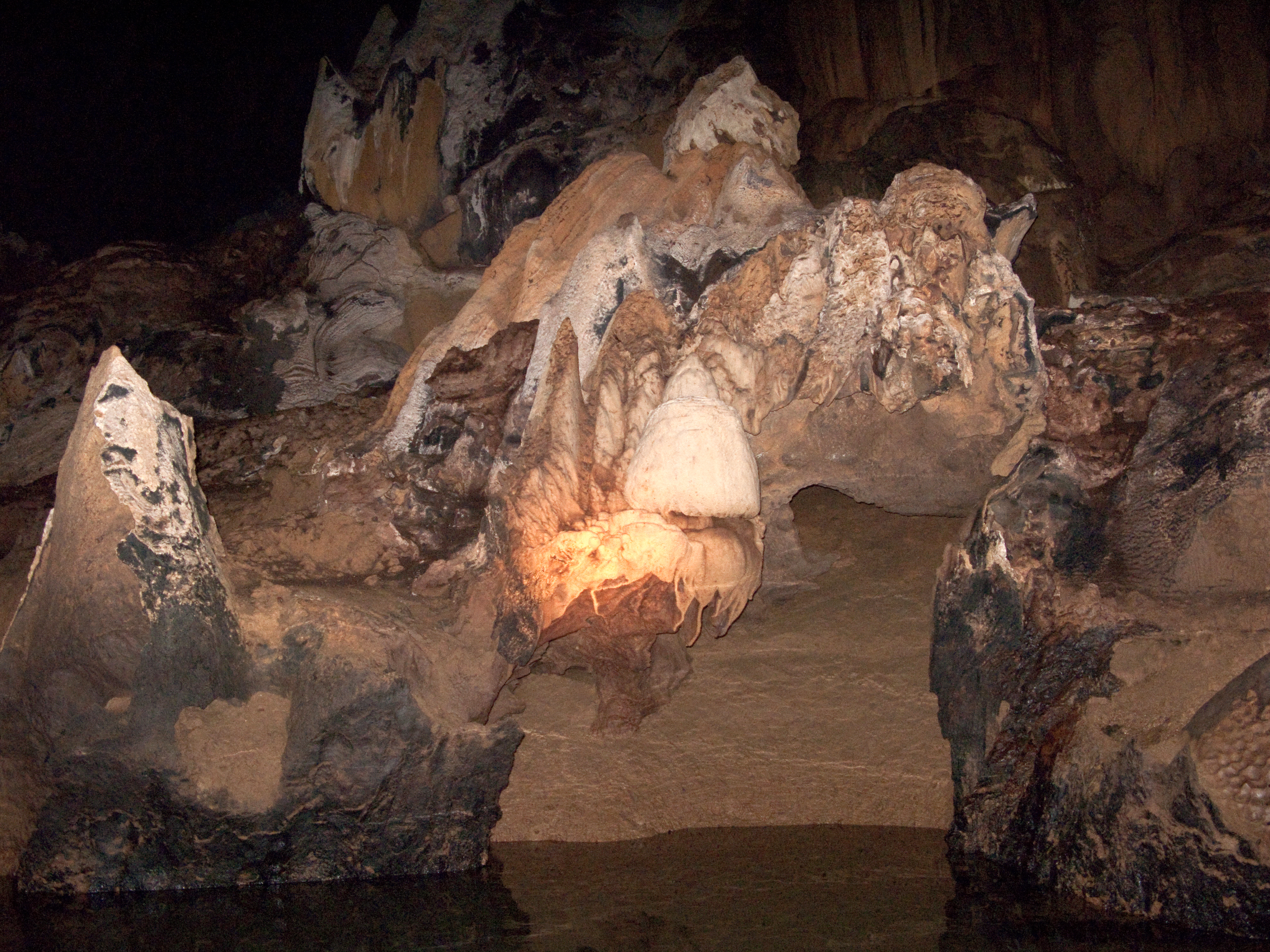
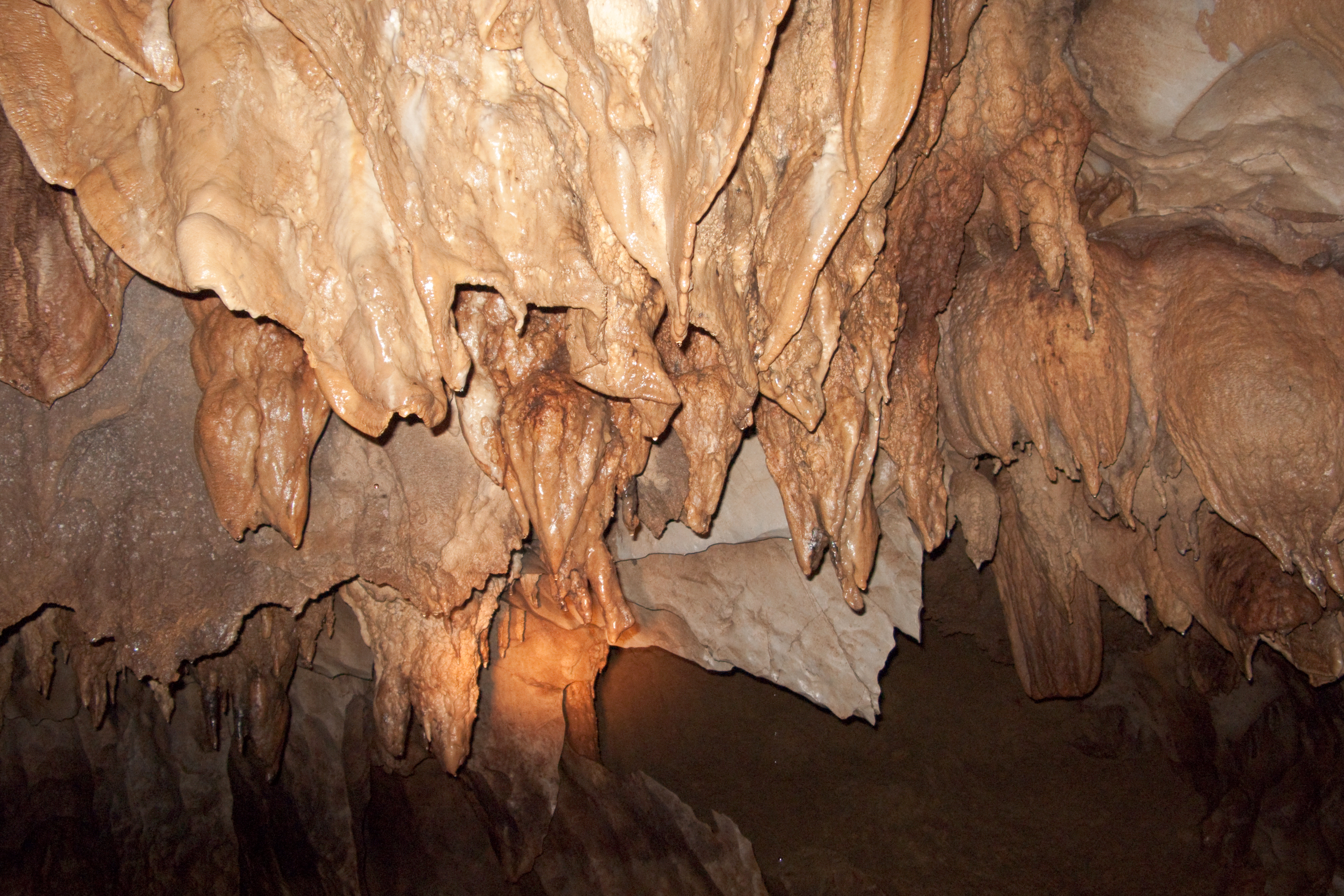

## Động thực vật

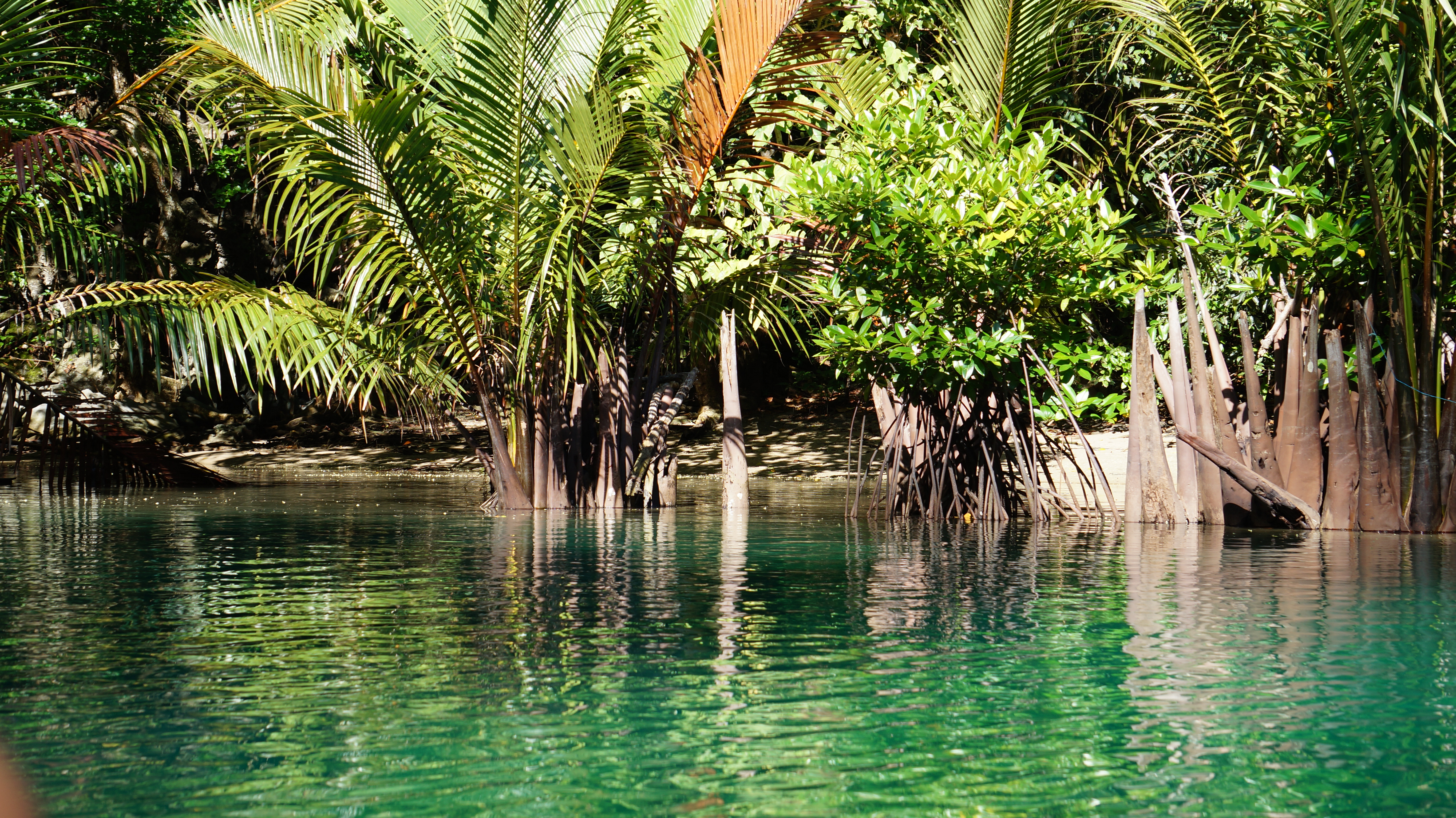
Thực vật tại vườn quốc gia.

Vườn quốc gia có một loạt các khu rừng đại diện cho tám trong tổng số mười ba loại rừng được tìm thấy tại khu vực nhiệt đới châu Á, cụ thể là rừng trên đá biến chất, rừng trên đất đá vôi, rừng trên núi, rừng đầm lầy nước ngọt, rừng nhiệt đới thường xanh vùng thấp, rừng ven sông, rừng nhiệt đới và rừng ngập mặn. Tại đây có 800 loài thực vật từ 300 chi và 100 họ. Một số loài đáng chú ý có mặt tại các khu rừng đất thấp bao gồm Dracontomelon dao, Gõ nước (Intsia bijuga), Hoa sữa (Alstonia scholaris), Ranggu (Koapesiodendron pinnatum), Chò lông (Dipterocarpus gracilis). Khu vực bãi biển là sự có mặt của Mù u (Calophyllum inophyllum), Đậu dầu (Pongamia pinnata). Một số loài đáng chú ý khác như là Agathis philippinensis, Diospyros blancoi, Dứa dại (Pandanus) và Song mây (Calamus).
Về động vật, trong số 252 loài chim có mặt tại Palawan, vườn quốc gia là nơi có 165 loài được ghi nhận, chiếm 67% của Palawan và trong đó có 15 loài đặc hữu. Một số loài đáng chú ý nhất là Vẹt xanh Philippine (Tanygnathus lucionensis), Yểng (Gracula religiosa), Cao cát Palawan (Anthracoceros marchei), Đại bàng biển bụng trắng (Haliaeetus leucogaster).
Ngoài ra, có 30 loài động vật có vú được ghi nhận tại vườn quốc gia. Thường thấy nhất trong tán rừng và dọc theo bờ nước khi thủy triều xuống là loài Khỉ đuôi dài (Macaca fascicularis). Đây cũng là loài linh trưởng duy nhât được tìm thấy tại Palawan. Các loài động vật có vú khác bao gồm Lợn râu Borneo (Sus barbatus), Cầy mực (Arctictis binturong), Lửng hôi đảo Palawan (Mydaus marchei), Nhím Philippines (Hystrix pumila). Vườn quốc gia có 19 loài bò sát, trong đó có 8 loài đặc hữu. Các loài phổ biến là Kỳ đà hoa (Varanus salvator), Thằn lằn mào xanh (Bronchocoela cristatella), Trăn gấm (Python reticulators). Động vật lưỡng cư gồm 10 loài, trong đó ếch rừng Philippines (Limnonectes acanthi) là loài chiếm ưu thế và thường gặp nhất. Một loài đặc hữu và quý hiếm khác là Ếch đầu dẹt Philippines cũng được tìm thấy tại khu vực. Một số loài khác bao gồm Dơi, Cá cúi, Đồi mồi dứa